# Liste der Biografien/Dorf
Liste der Biografien |
Portal Biografien |
Personensuche
# |
A |
B |
C |
D |
E |
F |
G |
H |
I |
J |
K |
L |
M |
N |
O |
P |
Q |
R |
S |
T |
U |
V |
W |
X |
Y |
Z |
?
 
Da |
Db |
Dc |
Dd |
De |
Dg |
Dh |
Di |
Dj |
Dk |
Dl |
Dm |
Dn |
Do |
Dq |
Dr |
Ds |
Du |
Dv |
Dw |
Dy |
Dz
 
Doa |
Dob |
Doc |
Dod |
Doe |
Dof |
Dog |
Doh |
Doi |
Doj |
Dok |
Dol |
Dom |
Don |
Doo |
Dop |
Doq |
Dor |
Dos |
Dot |
Dou |
Dov |
Dow |
Dox |
Doy |
Doz
 
Dora |
Dorb |
Dorc |
Dord |
Dore |
Dorf |
Dorg |
Dorh |
Dori |
Dorj |
Dork |
Dorl |
Dorm |
Dorn |
Doro |
Dorp |
Dorr |
Dors |
Dort |
Doru |
Dorv |
Dorw |
Dory |
Dorz
Die Liste der Biografien führt alle Personen auf, die in der deutschsprachigen Wikipedia einen Artikel haben. Dieses ist eine Teilliste mit 139 Einträgen von Personen, deren Namen mit den Buchstaben „Dorf“ beginnt.

## Dorf
- Dorf, Artur (1908–1972), deutscher stellvertretender Vorsitzender der Gesellschaft für Sport und Technik
- Dorf, Kristina vom (* 1987), deutsche Autorin, Bloggerin und Moderatorin
- Dorf, Richard C. (1933–2020), US-amerikanischer Ingenieurwissenschaftler, Hochschullehrer und Fachbuchautor
- Dorf, Sheldon (1933–2009), amerikanischer Comic-Letterer und freischaffender Künstler

### Dorfa
- Dorfan, Jonathan (* 1947), südafrikanisch-US-amerikanischer experimenteller Teilchenphysiker

### Dorfb
- Dorfbrunner, Leonhard († 1528), deutscher Täuferprediger, Märtyrer

### Dorfe
- Dörfel, Bernd (* 1944), deutscher Fußballspieler
- Dörfel, Christian (* 1961), österreichischer Jurist und Politiker (ÖVP), Landtagsabgeordneter
- Dörfel, Emmy (1908–2002), deutsche Krankenschwester und Holocaust-Überlebende
- Dörfel, Franz (1879–1959), österreichischer Wirtschaftswissenschaftler
- Dörfel, Friedo (1915–1980), deutscher Fußballspieler
- Dörfel, Gert (* 1939), deutscher FußballspielerGert Dörfel (* 1939)

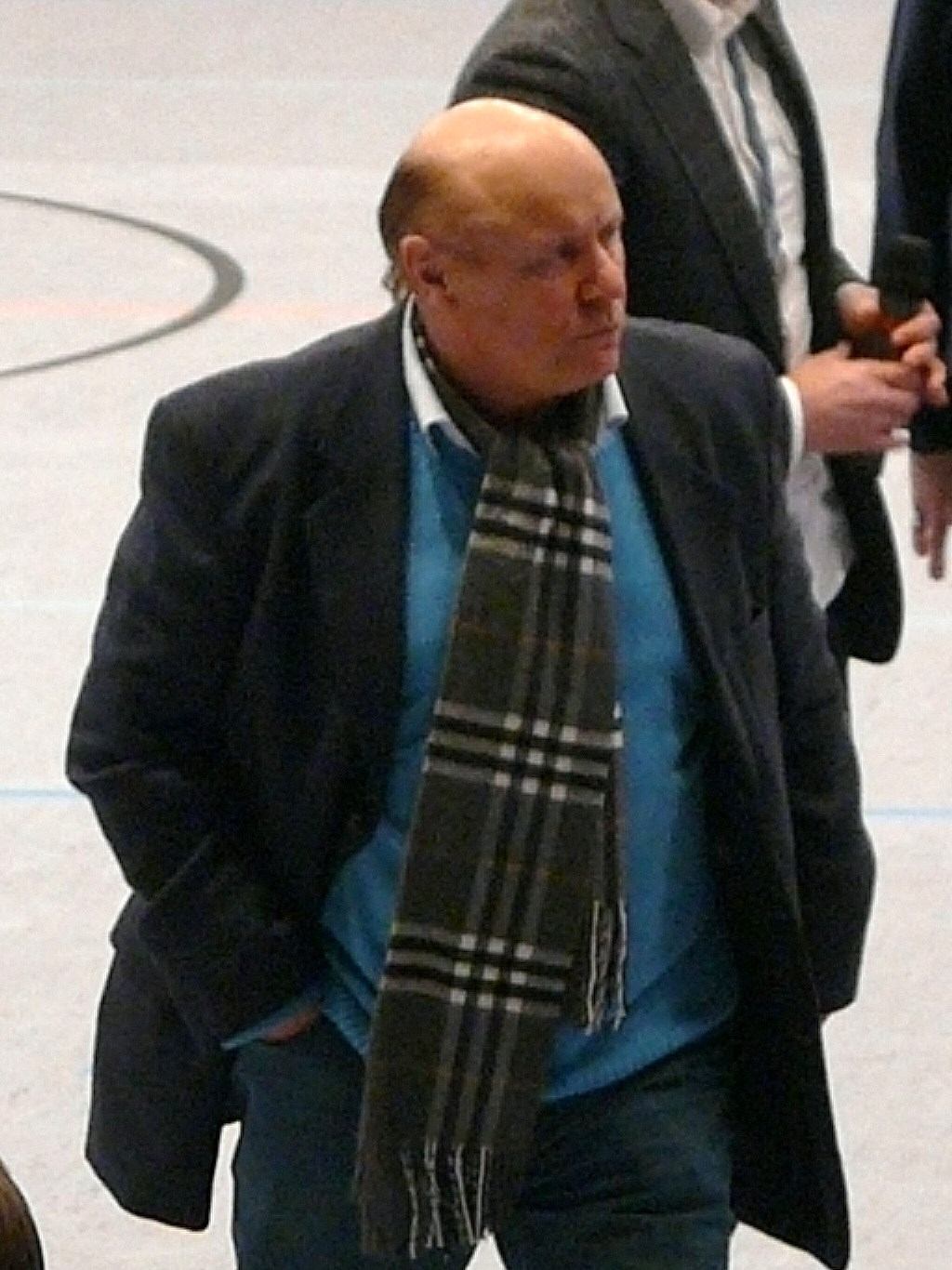
Gert Dörfel (* 1939)

- Dörfel, Julius (1834–1901), österreichischer Architekt
- Dörfel, Kay (* 1976), deutscher Schlagersänger, Musiker, Moderator und Musikproduzent
- Dörfel, Michael (* 1954), deutscher Fußballspieler
- Dörfel, René (* 1969), deutscher Fußballspieler
- Dörfel, Richard (1911–1965), deutscher Fußballspieler
- Dörfeldt, Anton (1781–1829), böhmisch-russischer Militärkapellmeister
- Dörfelt, Heinrich (1899–1967), deutscher Holzschnitzer
- Dörfelt, Heinrich (* 1940), deutscher Mykologe und Botaniker
- Dorfer, Alfred (* 1961), österreichischer Kabarettist und Schauspieler
- Dorfer, Alois (1807–1892), österreichischer Zisterzienser, Abt von Stift Wilhering
- Dorfer, Barbara (* 1977), österreichische Sängerin
- Dorfer, Franz (1950–2012), österreichischer Boxer
- Dorfer, Gerhard (* 1939), österreichischer Schauspieler und Dramatiker
- Dörfer, Johann Friedrich August (1766–1827), holsteinischer Pastor, Schuldirektor, Historiker und Geograph
- Dörfer, Kristina (* 1984), deutsche Sängerin und SchauspielerinKristina Dörfer (* 1984)

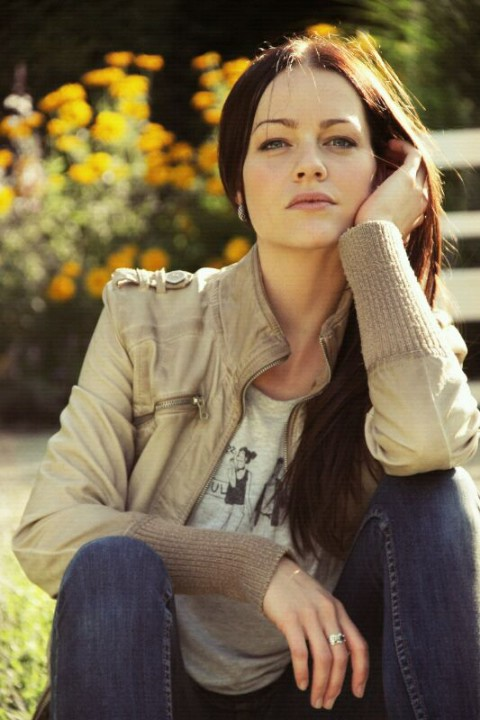
Kristina Dörfer (* 1984)

- Dorfer, Leopold (1935–2023), österreichischer Jurist, Kammeramtsdirektor und Politiker (ÖVP), Landtagsabgeordneter der Steiermark
- Dorfer, Martin, österreichischer Militär
- Dorfer, Matthias (* 1993), deutscher Biathlet
- Dorfer, Oliver (* 1963), österreichischer Maler, Grafiker, Bildhauer und Soziologe
- Dorfer, Thomas (* 1975), österreichischer Koch
- Dorfeuille, französischer Schauspieler, Theaterdirektor und Autor von Lustspielen
- Dorfeuille, Antoine (1754–1795), französischer Schauspieler, Revolutionär und Publizist
- Dorfeuille, Joseph († 1840), US-amerikanischer Ausstellungsmacher und Museumsbesitzer
- d’Orfey, Andreas Armin (* 1961), deutscher Künstler und Autor

### Dorff
- Dorff, Christian vom (* 1981), deutscher Handballschiedsrichter
- Dorff, Daniel (* 1956), US-amerikanischer Komponist
- Dorff, Fabian vom (* 1985), deutscher Handballschiedsrichter
- Dorff, Kevin (* 1966), US-amerikanischer Schauspieler, Komiker und Drehbuchautor
- Dorff, Stephen (* 1973), US-amerikanischer SchauspielerStephen Dorff (* 1973)

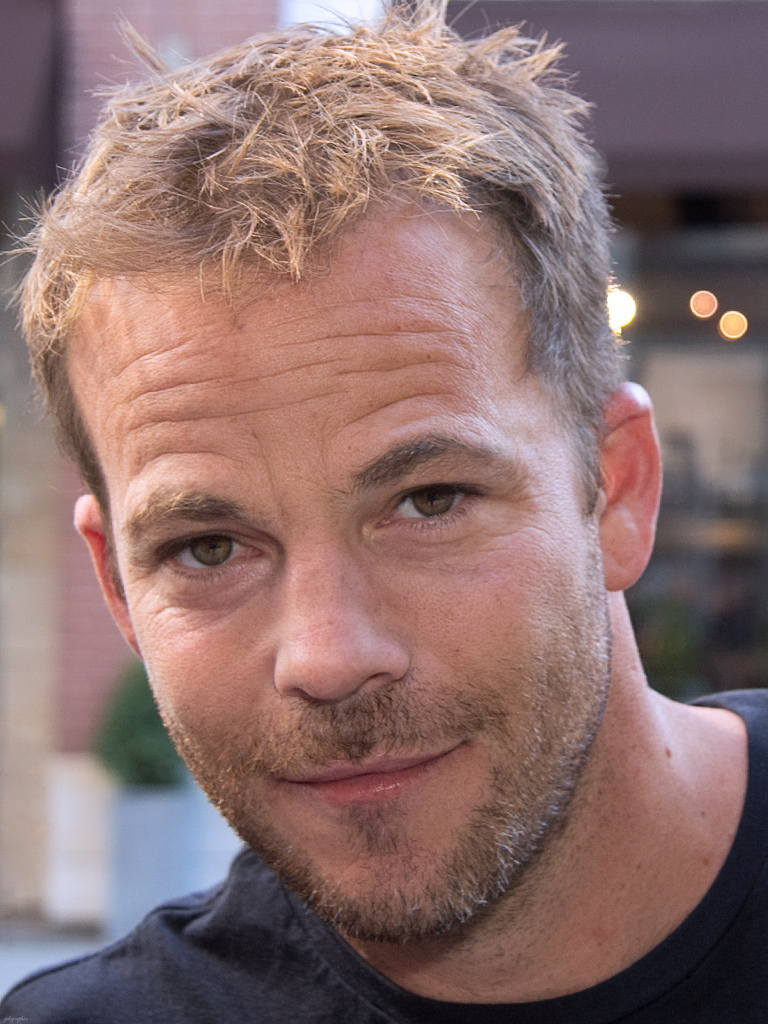
Stephen Dorff (* 1973)

- Dörffel, Alfred (1821–1905), deutscher Pianist und Musikverleger
- Dörffel, Carl Theodor (1810–1878), deutscher Optiker, Feinmechaniker und Daguerreotypist
- Dörffel, Julius (1900–1953), deutscher Mediziner und Dermatologe
- Dörffel, Lucia (* 2000), deutsche Sportkletterin
- Dörffel, Ottokar (1818–1906), deutsch-brasilianischer Rechtsanwalt, Bürgermeister von Glauchau in Sachsen, Bürgermeister in Joinville, Brasilien; Redakteur und Verleger
- Dörffel, Samuel Georg (1643–1688), deutscher Pfarrer und Astronom
- Dörffeldt, Ilse (1912–1992), deutsche Leichtathletin
- Dörffler, Friederike (* 1995), deutsche Filmeditorin
- Dörffler, Fritz (1888–1945), deutscher Jurist
- Dörffler, Wolfgang (1923–2013), deutscher Jurist
- Dörffler-Schuband, Werner (1892–1959), deutscher SS-Brigadeführer und Generalmajor der Waffen-SS
- Dorffmeister, Joseph (1764–1806), ungarischer Maler und Grafiker
- Dörffurt, August Ferdinand Ludwig (1767–1825), deutscher Apotheker und Bürgermeister von Wittenberg

### Dorfi
- Dorfinant, Albert (1881–1976), französischer Plakatkünstler, Illustrator und Lithograf
- Dorfinger, Christine (* 1973), österreichische Judoka

### Dorfl
- Dörflein, Thomas (1963–2008), deutscher TierpflegerThomas Dörflein (1963–2008)

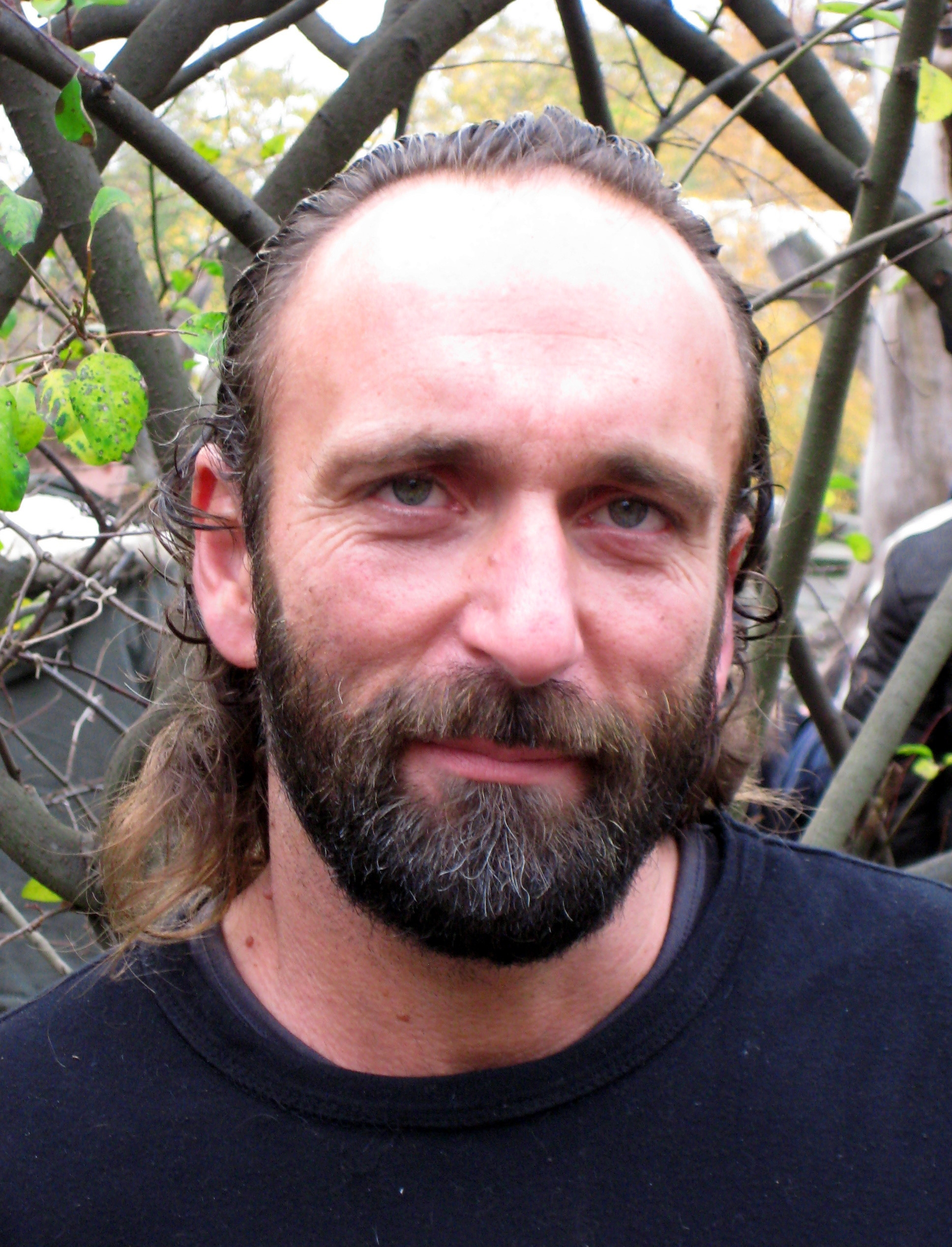
Thomas Dörflein (1963–2008)

- Dörflein-Kahlke, Bertha (1875–1964), deutsche Malerin
- Dorfleitner, Gregor, deutscher Wirtschaftswissenschaftler und Mathematiker
- Dörfler, Andreas (* 1984), deutscher Eishockeyspieler
- Dörfler, Anton (1890–1981), deutscher Schriftsteller und Heimatdichter
- Dörfler, Ernst Paul (* 1950), deutscher Autor, Umweltschützer und Politiker (Bündnis 90/Die Grünen), MdV, MdB
- Dörfler, Fabian (* 1983), deutscher Kanute
- Dörfler, Ferdinand (1903–1965), deutscher Regisseur, Filmproduzent und Drehbuchautor
- Dörfler, Ferdinand (* 1969), deutscher Schauspieler
- Dörfler, Florian (* 1982), deutscher Elektroingenieur und Hochschullehrer
- Dörfler, Gerhard (* 1955), österreichischer Politiker (FPÖ, BZÖ, FPK) und Landeshauptmann Kärntens, Mitglied des Bundesrates, verurteilter StraftäterGerhard Dörfler (* 1955)

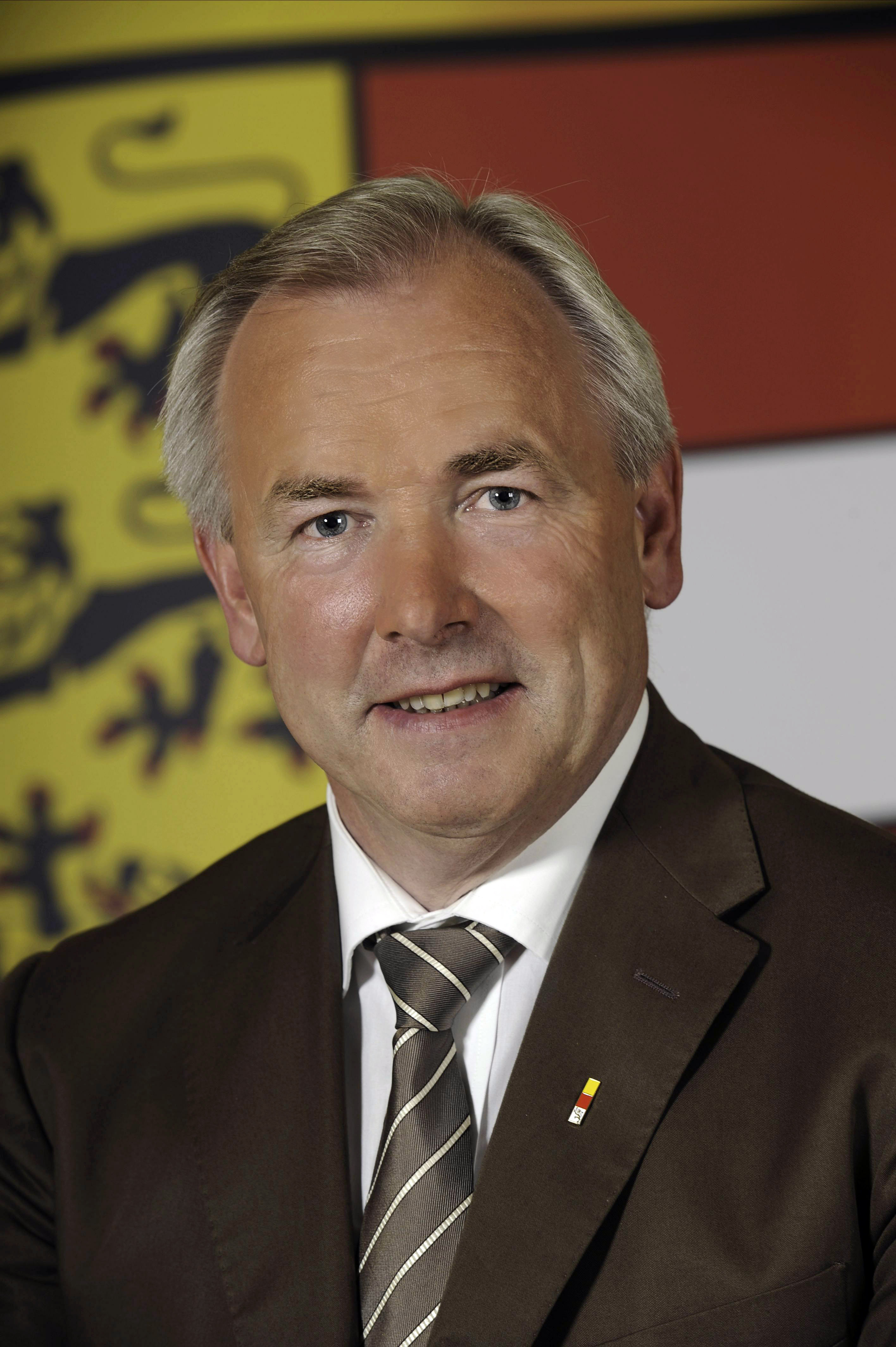
Gerhard Dörfler (* 1955)

- Dörfler, Ignaz (1866–1950), österreichischer Botaniker
- Dörfler, Isabel (* 1965), deutsche Sängerin, Schauspielerin und Musicaldarstellerin
- Dörfler, Johannes (* 1996), deutscher Fußballspieler
- Dörfler, Josephine (* 1987), deutsche Volleyballspielerin
- Dörfler, Ludwig (1905–1992), deutscher Maler
- Dörfler, Peter (1878–1955), deutscher Priester und Heimatdichter
- Dörfler, Peter (* 1967), deutscher Filmregisseur, Kameramann, Drehbuchautor, Produktionsleiter und Videokünstler
- Dörfler, Roland (1926–2010), deutscher Maler
- Dörfler, Rolf-Dieter (* 1946), deutscher Fußballspieler
- Dörfler, Stefan (* 1971), österreichischer Bankmanager
- Dörfler, Thomas (* 1966), deutscher Bühnen- und Kostümbildner und Maler
- Dörfler, Walter (1922–2000), deutscher Bühnen- und Szenenbildner
- Dörfler, Willibald (* 1944), österreichischer Mathematiker
- Dörfler-Dierken, Angelika (* 1955), deutsche Kirchenhistorikerin
- Dorfles, Gillo (1910–2018), italienischer Maler, Kunstkritiker und Essayist
- Dörflinger, Emil (1881–1963), Schweizer Radrennfahrer
- Dörflinger, Fritz (* 1879), Kärntner Landtagsabgeordneter, Landesrat und Rechtsanwalt
- Dörflinger, Gabriele (* 1961), österreichische Politikerin (SPÖ), Landtagsabgeordnete in Kärnten
- Dörflinger, Günter (* 1957), österreichischer Landespolitiker (SPÖ)
- Dörflinger, Johannes (* 1941), deutscher Maler, Grafiker und Objektkünstler und Verleger
- Dörflinger, Johannes (* 1941), österreichischer Historiker
- Dörflinger, Kurt (1910–1986), deutscher Jazz- und Unterhaltungsmusiker sowie Komponist
- Dörflinger, Paul (1955–1982), deutscher Fußballspieler
- Dörflinger, Reinhold (* 1947), österreichischer Bergrettungsdienstfunktionär
- Dörflinger, Stefan (* 1948), Schweizer Motorradrennfahrer
- Dörflinger, Thomas (* 1965), deutscher Politiker (CDU), MdB d.D., Unternehmer
- Dörflinger, Thomas (* 1969), deutscher Politiker (CDU), MdL
- Dörflinger, Timo (* 1978), deutscher Fußballspieler
- Dörflinger, Werner (1940–2021), deutscher Politiker (CDU), MdB

### Dorfm
- Dorfman, Allen (1923–1983), US-amerikanischer Gewerkschafter
- Dorfman, Ariel (* 1942), chilenischer Autor und Dramatiker
- Dorfman, Borys (1923–2022), ukrainischer Bauingenieur, Journalist und Herausgeber
- Dorfman, David (* 1993), US-amerikanischer Schauspieler
- Dorfman, Donald D. (1933–2001), US-amerikanischer Psychologe und Radiologe
- Dorfman, Elsa (1937–2020), US-amerikanische Porträt-Fotografin
- Dorfman, Ilana (* 2001), israelische Sprinterin
- Dorfman, J. Robert (* 1937), US-amerikanischer theoretischer Physiker
- Dorfman, Joseph (1904–1991), US-amerikanischer Wirtschaftswissenschaftler
- Dorfman, Joseph (1940–2006), israelischer Komponist und Musikpädagoge
- Dorfman, Josif (* 1952), ukrainischer Schachspieler
- Dorfman, Tommy (* 1992), US-amerikanische SchauspielerinTommy Dorfman (* 1992)

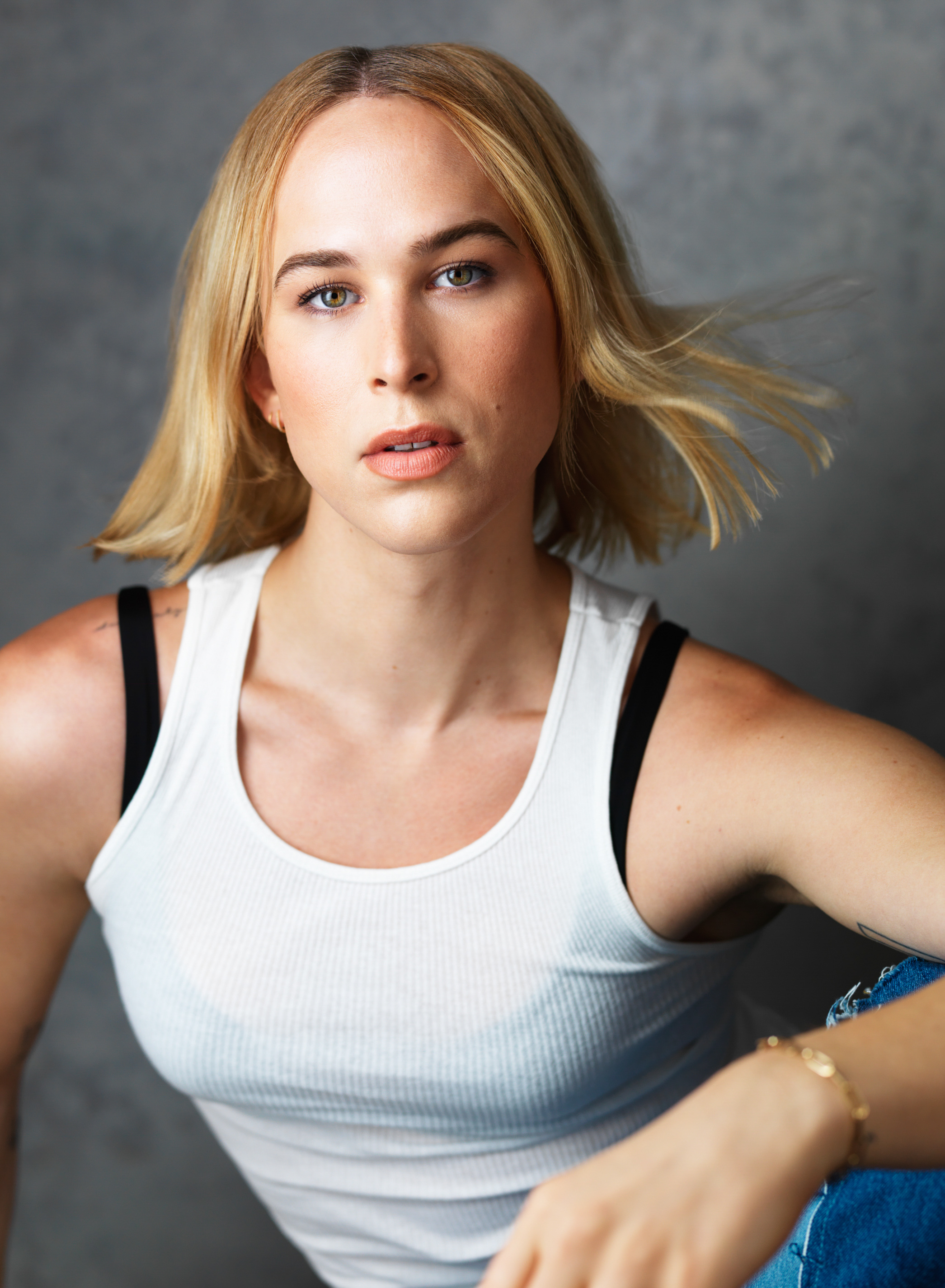
Tommy Dorfman (* 1992)

- Dorfman, Xavier (* 1973), französischer Ruderer
- Dorfman-Luzuy, Bénédicte (* 1970), französische Ruderin
- Dorfmann, Andreas (* 1962), deutscher Fernseh- und Radiomoderator und Medienunternehmer
- Dorfmann, Bettina, deutsche Puppensammlerin
- Dorfmann, Herbert (* 1969), italienischer Politiker (Südtiroler Volkspartei), MdEP
- Dorfmann, Jacques (* 1945), französischer Filmproduzent, Filmregisseur und Drehbuchautor
- Dorfmann, Robert (1912–1999), französischer Filmproduzent
- Dorfmayr, Peter (* 1989), österreichischer Hornist
- Dorfmeister, Anton (1912–1945), österreichischer Politiker (NSDAP)
- Dorfmeister, Gregor (1929–2018), deutscher Journalist und Schriftsteller
- Dorfmeister, Johann Georg (1736–1786), österreichischer Bildhauer
- Dorfmeister, Karl (1876–1955), österreichischer Architekt
- Dorfmeister, Michaela (* 1973), österreichische SkirennläuferinMichaela Dorfmeister (* 1973)

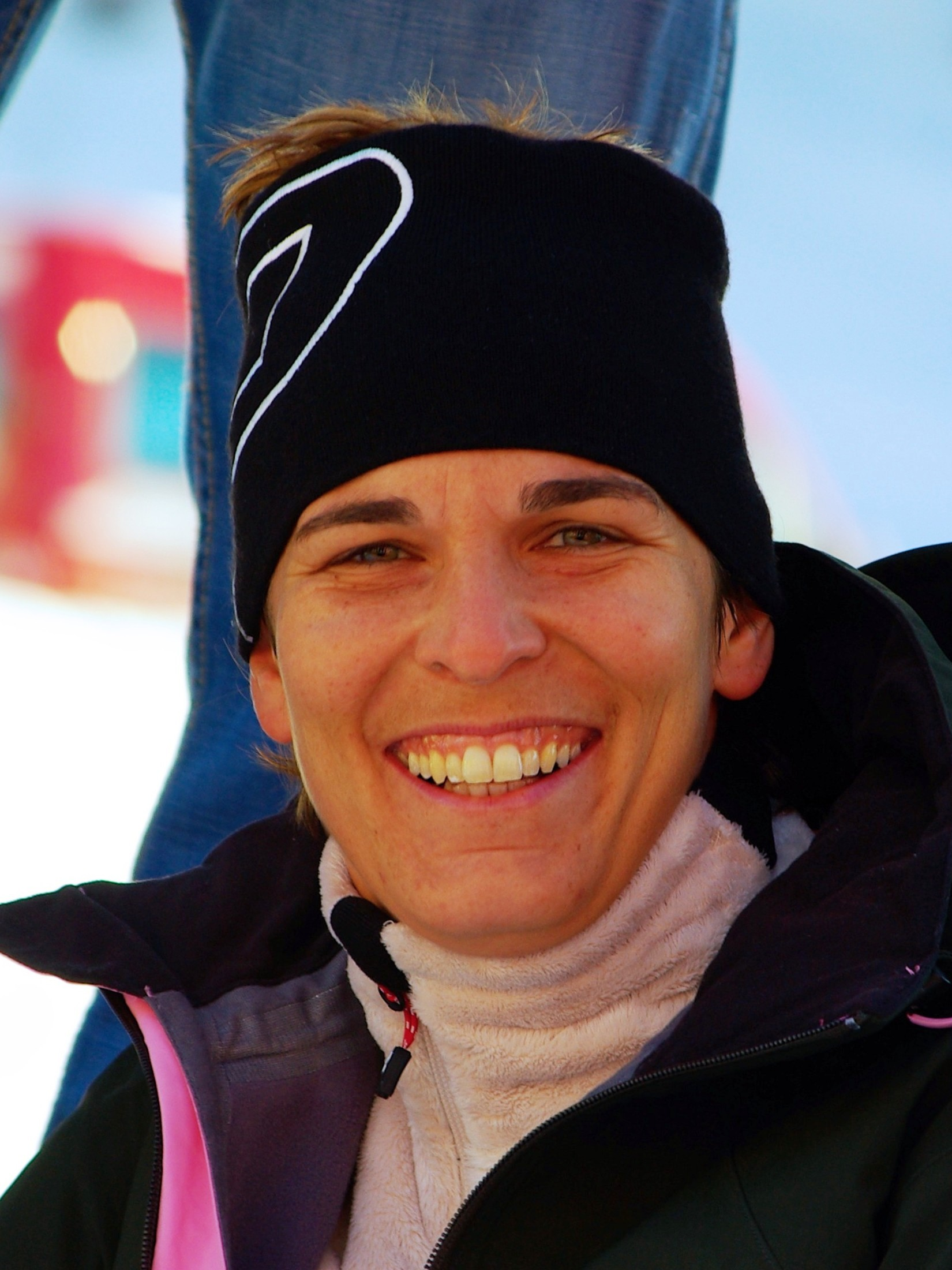
Michaela Dorfmeister (* 1973)

- Dorfmeister, Richard (* 1968), österreichischer DJ und Produzent
- Dorfmeister, Stephan (1729–1797), Maler, dessen Werke vor allem im Burgenland und in Transdanubien entstanden
- Dorfmeister-Stix, Alexandra Désirée (* 1970), österreichische Politikerin (LIF, ÖVP), Landtagsabgeordnete
- Dorfmüller, Franz (1887–1974), deutscher Pianist, Klavierlehrer und Musikschriftsteller
- Dorfmüller, Joachim (* 1938), deutscher Organist
- Dorfmüller, Thomas (1928–2008), deutscher Chemiker

### Dorfn
- Dorfner, Alfons (1911–1982), österreichischer Kanute
- Dorfner, Florian (1802–1878), bayerischer Politiker
- Dorfner, Hanns (* 1942), deutscher Kommunalpolitiker (CSU)
- Dorfner, Hans (* 1965), deutscher Fußballspieler
- Dorfner, Josef (1820–1872), österreichischer Politiker
- Dorfner, Martin (1783–1845), bayerischer Gastronom und Politiker
- Dorfner, Otto (1885–1955), deutscher Buchbindermeister und Hochschullehrer

### Dorfs
- Dorfsman, Neil, US-amerikanischer Musikproduzent und Toningenieur
- Dorfstecher, Dietrich (1933–2011), deutscher Briefmarkenkünstler, Medailleur und Grafiker
- Dorfstecher, Ilse-Maria (1932–2020), deutsche Galeristin und Kuratorin

### Dorfu
- DorFuchs (* 1993), deutscher Webvideoproduzent und Mathematiker

### Dorfz
- Dorfzaun, Semi (1889–1973), deutscher Unternehmer und Emigrant